# Temptation
"Temptation" (em português:  Tentação) é o quarto single da cantora de freestyle Corina e o single de estreia do álbum Corina. Foi lançado em 1991. É a canção de maior sucesso da cantora, alcançando a posição #6 na Billboard Hot 100 em 10 de Agosto de 1991. É uma das maiores canções de maior sucesso do freestyle lançada até hoje, sendo um dos poucos singles a conseguir pela barreira do Top 40 da Billboard Hot 100.

## Faixas
7" single
| N.º | Título                                  | Duração |  |
| 1.  | "Temptation" (Radio Version)            |         |  |
| 2.  | "Loving You Like Crazy" (Radio Version) |         |  |

Estados Unidos 12" single
| N.º | Título                              | Duração |  |
| 1.  | "Temptation" (New School Freestyle) | 5:25    |  |
| 2.  | "Temptation" (Radio Version)        | 3:55    |  |
| 3.  | "Temptation" (After Dark Love Mix)  | 5:16    |  |
| 4.  | "Temptation" (Synth Apella)         | 4:16    |  |
| 5.  | "Temptation" (Dark Beats)           | 3:30    |  |

Reino Unido 12" single
| N.º | Título                          | Duração |  |
| 1.  | "Temptation" (The Lucifer Mix)  | 6:10    |  |
| 2.  | "Temptation" (The Hellfire Mix) | 5:51    |  |
| 3.  | "Temptation" (Dub Mix)          | 6:08    |  |

Alemanha CD single
| N.º | Título                                  | Duração |  |
| 1.  | "Temptation" (Radio Version)            |         |  |
| 2.  | "Temptation" (The Lucifer Mix)          |         |  |
| 3.  | "Loving You Like Crazy" (Radio Version) |         |  |

## Desempenho nas paradas musicais
| Parada musical (1991)                                           | Melhor posição |
| --------------------------------------------------------------- | -------------- |
| Canada - RPM100 Hit Tracks (RPM)                                | 36             |
| Canada - RPM 10 Dance (RPM)                                     | 7              |
| Estados Unidos - Billboard Hot 100 (Billboard)                  | 6              |
| Estados Unidos - Hot Dance Music/Club Play (Billboard)          | 22             |
| Estados Unidos - Hot Dance Music/Maxi-Singles Sales (Billboard) | 1              |
| Estados Unidos - Top 40 Radio Recurrent Monitor (Billboard)     | 1              |

| Parada musical (1991)                                        | Melhor posição |
| ------------------------------------------------------------ | -------------- |
| Estados Unidos - Billboard Hot 100 (Billboard)               | 58             |
| Estados Unidos - Top Dance Sales 12-Inch Singles (Billboard) | 6              |